# Roger Koemptgen
Roger Koemptgen (Differdange, 24 september 1929 – Esch-sur-Alzette, 15 december 2000) was een Luxemburgs kunstschilder en tekenaar.

## Leven en werk
Roger Koemptgen was een zoon van Joseph Koemptgen en Christine Majerus. Na het jongenslyceum in Esch studeerde hij aan de Koninklijke Academie voor Schone Kunsten van Brussel (1948-1951), als leerling van Maurice Mareels en Jean Ransy. Hij liep vanaf 1951 stage als docent aan de Handelsschool in Esch. Na het behalen van het examen voor professeur de dessin (1953), kreeg hij er zijn aanstelling als professeur.
Hij werd lid van de kunstenaarsvereniging Cercle Artistique de Luxembourg (CAL), waar hij vanaf 1950 deelnam aan de salons. !n 1959 had hij zijn eerste solotentoonstelling in de Galerie Municipal d'Art in Esch, waar hij 56 aquarellen, olieverfschilderen en tekeningen liet zien. Naar aanleiding van hun deelname aan de Salon du CAL 1964 kregen Koemptgen en Marie-Thérèse Kolbach ex aequo de Prix Grand-Duc Adolphe toegekend. Koemptgen sloot zich later aan bij Art Contemporain du Grand-Duché de Luxembourg en werd in 1994 adviseur van de raad van bestuur. Als opvolger van Lé Tanson was hij 1997 tot 1998 voorzitter van de vereniging. 
Roger Koemptgen overleed op 71-jarige leeftijd.

## Enkele werken
- 1954 ontwerp vaandel voor de Harmonie Municipale de la Ville de Differdange.[5]
- 1955 ontwerp vaandel voor de chr. Gewerkschaft in Differdange.[6]
- 1959 ontwerp vaandel voor de Fousbann-parochie in Differdange.[7]
- 1966 ontwerp plaquette ter herinnering aan de sterrenbedevaart in het Maria-jubileumjaar.[8]
- 1973 ontwerp miniatuurplaquette ter gelegenheid van het 40-jarig bestaan van zangvereniging Caecilia in Schieren.

## Onderscheidingen
- 1951 Prix Firmin Baes, Brussel
- 1951 'Pro Arte', medaille van de Belgische staat
- 1964 Prix Grand-Duc Adolphe
- 1997 Prix Joseph Bech, SaarLorLux

- Musée national d'archéologie, d'histoire et d'art: lkl004131